# Wavrechain-sous-Denain
Wavrechain-sous-Denain – miejscowość i gmina we Francji, w regionie Hauts-de-France, w departamencie Nord.
Według danych na rok 1990 gminę zamieszkiwało 1797 osób, a gęstość zaludnienia wynosiła 758 osób/km² (wśród 1549 gmin regionu Nord-Pas-de-Calais Wavrechain-sous-Denain plasuje się na 390. miejscu pod względem liczby ludności, natomiast pod względem powierzchni na miejscu 885.).